# DAY×DAY
「DAY×DAY」（デイバイデイ）は、日本のロックバンドであるBLUE ENCOUNTの楽曲。同バンド2枚目のシングルとして、2015年5月20日にKi/oon Musicから発売された。

## 概要
表題曲は、テレビ東京系アニメ「銀魂」のオープニングテーマとなっている。
販売形態DVD付きの初回生産限定盤（KSCL-2568～9）通常盤（KSCL-2570）銀魂アニメ絵柄描き下ろしデジパック仕様の期間生産限定（KSCL-2571）として販売された。
初回盤の特典であるDVDの内容は全国ワンマンツアー『TOUR2014 ROOKIE’S HIGH』の模様とLIVE当日のドキュメンタリー映像、「DAY×DAY」のレコーディングの模様を収録されている。

## 収録内容

### 初回生産限定盤・通常盤
| 全作詞・作曲: 田邊駿一。 |             |          |            |      |
| #                        | タイトル    | 作詞     | 作曲・編曲 | 時間 |
| 1.                       | 「DAY×DAY」 | 田邊駿一 | 田邊駿一   | 3:38 |
| 2.                       | 「AI」      | 田邊駿一 | 田邊駿一   | 3:18 |
| 合計時間:                | 合計時間:   | 6:56     |            |      |

| #  | タイトル         | 作詞 | 作曲・編曲 |
| -- | ---------------- | ---- | ---------- |
| 1. | 「opening」      |      |            |
| 2. | 「アンバランス」 |      |            |
| 3. | 「SLUGGER」      |      |            |
| 4. | 「ワナビィ」     |      |            |
| 5. | 「HALO」         |      |            |
| 6. | 「もっと光を」   |      |            |

### 期間生産限定盤
| 全作詞・作曲: 田邊駿一。 |                                      |          |            |      |
| #                        | タイトル                             | 作詞     | 作曲・編曲 | 時間 |
| 1.                       | 「DAY×DAY」                          | 田邊駿一 | 田邊駿一   | 3:38 |
| 2.                       | 「HALO」                             | 田邊駿一 | 田邊駿一   | 3:34 |
| 3.                       | 「THANKS」                           | 田邊駿一 | 田邊駿一   | 3:00 |
| 4.                       | 「DAY×DAY (TV Size)」                | 田邊駿一 | 田邊駿一   | 1:30 |
| 5.                       | 「DAY×DAY (Instrumental)」           | 田邊駿一 | 田邊駿一   | 3:38 |
| 6.                       | 「DAY×DAY (Instrumental / TV Size)」 | 田邊駿一 | 田邊駿一   | 1:30 |
| 合計時間:                | 合計時間:                            | 17:07    |            |      |